# Stefan Rokebrand
 (février 2019).
Si vous disposez d'ouvrages ou d'articles de référence ou si vous connaissez des sites web de qualité traitant du thème abordé ici, merci de compléter l'article en donnant les références utiles à sa vérifiabilité et en les liant à la section « Notes et références ».
Stefan Rokebrand, né le 14 juin 1977 à Hilversum,, est un acteur néerlandais.

## Filmographie

### Cinéma et téléfilms
- 2000 : Blauw blauw (nl) : Willem de Graaf
- 2007 : The Making Of (nl) : Dronken Bob
- 2008 : De co-assistent (nl) : Jimmy
- 2009 : Bloesem (nl) : Sem Zoetermonde
- 2010 : Richting west : Thomas
- 2011 : Van God los (nl) : Jeffrey
- 2011 : Tussendoor (nl) : Adriaan
- 2012 : Flikken Maastricht : Eddie Herremans
- 2013 : Yim & Yoyo (nl) : Erik
- 2014 : Ramses : Bakker Hans
- 2014 : Dokter Tinus : L'oncle de Jim
- 2014 : Gooische Vrouwen 2 (nl) : Alfons
- 2014-2017 : Celblok H (nl) : Maxine van Leeuwen
- 2016 : Zwarte Tulp (nl) : Rick
- 2016 : Habitat : Steven
- 2018 : Force : Machiel Plons
- 2019 : Oogappels (nl) : Le gardien de sécurité

## Théâtre
- 2009 : En attendant Godot : Vladimir
- 2014-2015 : Soldaat van Oranje : Erik Hazelhoff Roelfsema
- 2015 : Ploegen : Christophe
- 2016 : Chez Brood : Herman Brood